# Brutus (groupe de post-hardcore)
Pour les articles homonymes, voir Brutus.
Brutus est un groupe belge de post-hardcore, originaire de Louvain, en  Brabant flamand, formé en 2014.

## Histoire

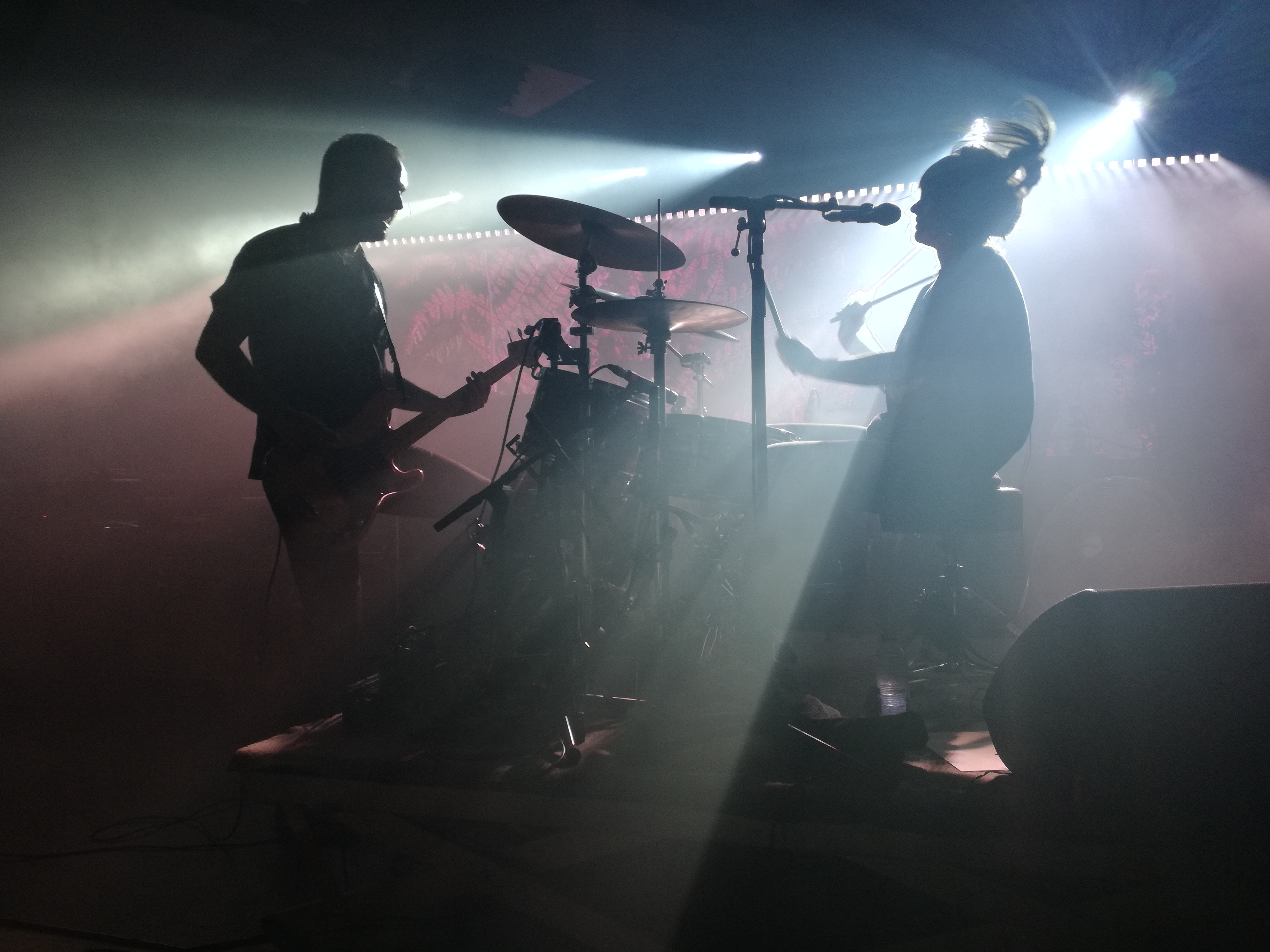
Brutus en concert en 2019.

C'est en 2014 que Stefanie Mannaerts, Peter Mulders et Stijn Vanhoegaerden forment Brutus. Les trois musiciens s'étaient rencontrés au sein de plusieurs formations différentes. Stefanie et Stijn, alors bassiste, avaient joué ensemble dans un groupe Punk local nommé Starfucker ; et quelques années plus tard la batteuse avait rejoint un tribute band du groupe de Punk Hardcore Refused, où elle avait rencontré le bassiste Peter Mulders.
Au tout début de la formation de Brutus, le groupe tente de trouver une personne pour occuper le chant, Stefanie assure alors l'intérim. Finalement, face à l'impossibilité de trouver le candidat adéquat, ses partenaires finissent par la convaincre de conserver le poste. C'est à partir de là que le groupe décide de se lancer dans la composition. Le fait que Stefanie occupe à la fois le poste de batteuse et de chanteuse a aidé à façonner les morceaux. Ses parties de batteries énergiques l'empêchent par exemple de chanter plus que ce qu'elle voudrait.
Lorsque vient le moment d'enregistrer leur premier album, les membres de Brutus se rendent compte que certains des groupes qui les unissent, comme Japandroids ou White Lungs, ont été produits par une seule personne, Jesse Gander. Le producteur possède un studio, le Rain City Recorders à Vancouver. Après l'avoir contacté, ils s'envolent au Canada où ils enregistrent Burst. Il sort en 2017 sous le label Hassle Records. Le succès est immédiatement au rendez-vous. De nombreux artistes, comme Greg Puciato et Riley Breckenridge, louent leur travail ou, comme Lars Ulrich de Metallica, demandent à les rencontrer. Brutus assure les premières parties live de Chelsea Wolfe et de Russian Circles.
En 2018, satisfait de sa collaboration avec Jesse Gander, le groupe retourne à Vancouver afin de travailler sur son nouvel album, Nest. Il paraît en 2019 sous les labels Sargent House, pour les États-Unis, et Hassle Records, pour l'Europe. S'ensuit une tournée où ils jouent notamment avec Cult of Luna, celle-ci qui devait se prolonger sur l'année 2020 est stoppée nette par la pandémie de Covid-19. Ils sortent le Live in Ghent en fin d'année 2020.
Le 21 octobre 2022, le groupe sort son troisième album Unison Life, toujours sur les labels Hassle Records et Sargent House. Il est à nouveau produit par Jesse Gander, mais cette fois, c'est lui qui s'est déplacé en Belgique pour l'enregistrement. Cela a notamment permis au groupe de garder l'ensemble de son matériel et de ne pas avoir à choisir quelles guitares ou quelles pédales d'effets embarquer au Canada. Pour ce nouvel opus, Stefanie Mannaerts déclare qu'ils ont cherché à composer chaque morceau comme s'il s'agissait du dernier qu'ils devaient écrire.
Le 14 septembre 2023, Brutus dévoile le nouveau titre Love Won't Hide the Ugliness qui est issu des enregistrements de Unison Life. 

## Membres
- Stefanie Mannaerts — chant, batterie
- Peter Mulders — basse
- Stijn Vanhoegaerden — guitare

## Discographie

### Albums studio
- 2017 : Burst
- 2019 : Nest
- 2022 : Unison Life

### Album live
- 2020 : Live In Ghent

### EP
- 2015 : Brutu Guru (avec The Guru Guru)

### Singles
- 2016 : All Along
- 2017 : Drive
- 2017 : Horde II
- 2018 : Justice de Julia II
- 2019 : War
- 2019 : Cemetery
- 2019 : Django
- 2020 : Sand
- 2023 : Love Won't Hide the Ugliness